# Нарцису у походе (манифестација)
Нарцису у походе је републичка планинарска акција која се организује на планини Столови у мају сваке године. Једна је од најстаријих и најмасовнијих манифестација ове врсте у Србији.

## О манифестацији
Манифестација је првобитно носила назив Берба нарциса, али је уз жељу за подизањем еколошке свести о очувању природе и овом цвету промењено име у Нарцису у походе. Учесници планинари пролазе стазу дугу 21 км са висинском разликом од око 1000 метара успона и 800 метара спуста. Спада у средње тешке стазе. Учесницима који су слабије кондиције предлаже се краћа стаза дужине 11 км, са успоном 700 метара и спустом 500 метара. За све учеснике обезбеђује се ручак у планинарском дому. Планинари током овог успона могу да уживају у природи и лепотама нарциса, чистом ваздуху и погледу на Краљево, а у случају лепог времена и даље ка Врњачкој Бањи и Чачку. Неки од планинара се могу похвалити и чињеницом да су поред нарциса били у прилици и да виде дивље и питоме коње који бораве на падинама Столова.

### Планинска рута
Планинарима су на располагању биле две стазе, у зависности од кондиције учесника. Дужа стаза је дуга 21 км, са 1000 метара успона. (Каменица-Орловац-Равни сто-Ниловска превија-Усовица 1375 мн)-Равни сто-Орловац-Дебело брдо-Брезна). Они слабије кондиције на Столове су се попели стазом дужине 11 илометара са 700 метара успона (Каменица-Орловац 938 мнв-Дебело брдо-Брезна). 

### О планини Столови
Столови су краљевство коња и нарциса. Има на столовима и линцуре, шебоја и перунике али нарциси су најлепши јер су у пуном цвату, у периоду од априла до јула. Бели нарцис на Столовима може да нарасте и до пола метра у висину, јер је на овим пространим планинским ливадама током целог дана изложен сунцу. Свуда га има јер се редовно бере и тако подстиче разношење семена за наредну годину. Чланови планинарског друштва "Гвоздац" су пре 64 године осмислили "Нарцису у походе" и уредили више од 30 километара планинарских стаза са одмориштима. 

## Легенда о нарцису
Према легенди, нарцис је цвет који има природно, уметничко и митолошко значење. Име је, кажу, добио по младићу из грчке митологије Нарцису. Леп, али хладан, није хтео да узврати љубав шумској нимфи Ехо. Она је умрла због неузвраћене љубави, а Нарциса, који је био заљубљен у свој одраз на површини језера, Богови су проклели. Стално је покушавао да загрли себе, да пољуби усне које му се примичу. Све се више разочаравао и патио, јер је схватио да је то немогуће. Након што је први пут доживео губитак и тугу, Нарцис је умро, а они који су тражили његово тело - пронашли су само леп цвет и назвали га по њему.